# Sindara

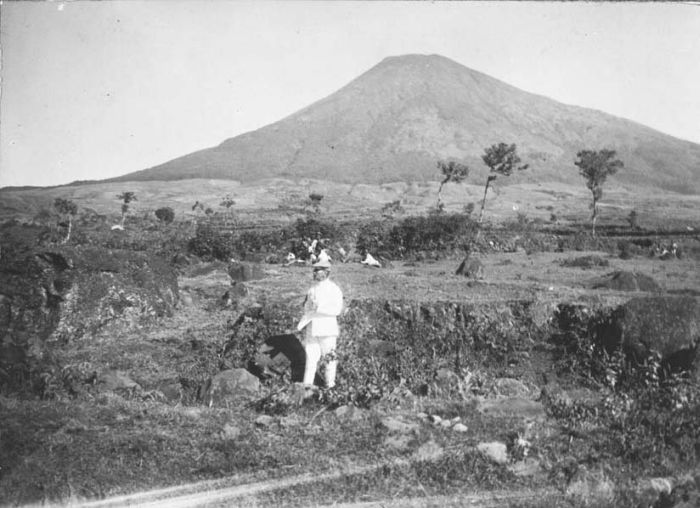
De gunung Sindoro op het Dijeng-plateau (augustus 1914).

Sindara of Sundoro (Indonesisch: Gunung Sindara) is een stratovulkaan op het Indonesische eiland Java in de provincie Midden-Java.